# Torneio Hexagonal Norte–Nordeste de 1967
O Torneio Hexagonal Norte–Nordeste de 1967 foi uma competição amistosa de futebol realizado nas regiões Norte e Nordeste do Brasil que contou com a participação de times do estados de Pará, Ceará e Pernambuco. O torneio foi organizado no sistema de pontos corridos e o campeão foi o Santa Cruz com seis vitórias e dois empates e duas derrotas com um ponto à frente do Remo, que ficou com o vice-campeonato.[carece de fontes?] Este torneio não tem a chancela da CBF, portanto não é uma competição oficial da entidade.

## Participantes e regulamento
O Torneio Hexagonal Norte–Nordeste contou com a participação de seis times sendo dois times da Região Norte e quatro times da Região Nordeste. Os quatro clubes participantes da Região Nordeste foram: América e Ceará do estado do Ceará e Santa Cruz e Sport do estado de Pernambuco e os dois times participante da Região Norte foram: Paysandu e Remo do estado do Pará e os seis times se enfrentariam em jogos de ida e volta e o melhor classificado ao fim desses confrontos seria o campeão.
O regulamento do torneio regional de futebol foi organizado no sistema de pontos corridos e os times que participaram do torneio se enfrentariam em jogos de ida e volta e o melhor classificado até o fim desses confronto seria o campeão.

## Jogos do torneio
Dias dos jogos: 12 de fevereiro de 1967
| Time 1     | Placar | Time 2   |
| ---------- | ------ | -------- |
| Santa Cruz | 5-1    | Paysandu |
| América    | 1-0    | Remo     |

Dia dos jogos: 15 de fevereiro de 1967
| Time 1 | Placar | Time 2   |
| ------ | ------ | -------- |
| Sport  | 4-1    | Paysandu |
| Ceará  | 0-0    | Remo     |

Dia dos jogos: 19 de fevereiro de 1967
| Time 1     | Placar | Time 2   |
| ---------- | ------ | -------- |
| Ceará      | 2-1    | Paysandu |
| Santa Cruz | 9-0    | Remo     |

Dia do jogo: 21 de fevereiro de 1967
| Time 1 | Placar | Time 2 |
| ------ | ------ | ------ |
| Sport  | 1-4    | Remo   |

Dia do jogo: 22 de fevereiro de 1967
| Time 1  | Placar | Time 2   |
| ------- | ------ | -------- |
| América | 2-0    | Paysandu |

Dia dos jogos: 26 de fevereiro de 1967
| Time 1     | Placar | Time 2  |
| ---------- | ------ | ------- |
| Santa Cruz | 3-1    | Sport   |
| Ceará      | 0-3    | América |

Dia do jogo: 1 de março de 1967
| Time 1   | Placar | Time 2 |
| -------- | ------ | ------ |
| Paysandu | 1-1    | Remo   |

Dia do jogo: 2 de março de 1967
| Time 1 | Placar | Time 2 |
| ------ | ------ | ------ |
| Sport  | 4-0    | Ceará  |

Dia do jogo: 3 de março de 1967
| Time 1 | Placar | Time 2  |
| ------ | ------ | ------- |
| Remo   | 2-0    | América |

Dia dos jogos: 5 de março de 1967
| Time 1     | Placar | Time 2  |
| ---------- | ------ | ------- |
| Santa Cruz | 2-0    | Ceará   |
| Paysandu   | 2-1    | América |

Dia do jogo: 9 de março de 1967
| Time 1 | Placar | Time 2  |
| ------ | ------ | ------- |
| Sport  | 3-1    | América |

Dia do jogo: 10 de março de 1967
| Time 1   | Placar | Time 2 |
| -------- | ------ | ------ |
| Paysandu | 0-0    | Ceará  |

Dia dos jogos: 12 de março de 1967
| Time 1     | Placar | Time 2  |
| ---------- | ------ | ------- |
| Remo       | 2-0    | Ceará   |
| Santa Cruz | 2-2    | América |

Dia dos jogos: 15 de março de 1967
| Time 1 | Placar | Time 2     |
| ------ | ------ | ---------- |
| Sport  | 2-3    | Santa Cruz |
| Remo   | 1-1    | Paysandu   |

Dia dos jogos: 19 de março de 1967
| Time 1   | Placar | Time 2     |
| -------- | ------ | ---------- |
| Paysandu | 2-1    | Santa Cruz |
| América  | 2-0    | Sport      |

Dia do jogo: 21 de março de 1967
| Time 1 | Placar | Time 2 |
| ------ | ------ | ------ |
| Ceará  | 0-0    | Sport  |

Dia do jogo: 22 de março de 1967
| Time 1 | Placar | Time 2     |
| ------ | ------ | ---------- |
| Remo   | 2-1    | Santa Cruz |

Dia dos jogos: 26 de março de 1967
| Time 1 | Placar | Time 2     |
| ------ | ------ | ---------- |
| Remo   | 4-2    | Sport      |
| Ceará  | 0-2    | Santa Cruz |

Dia dos jogos: 29 de março de 1967
| Time 1   | Placar | Time 2     |
| -------- | ------ | ---------- |
| América  | 1-1    | Santa Cruz |
| Paysandu | 1-2    | Sport      |

Dia do jogo: 13 de abril de 1967
| Time 1  | Placar | Time 2 |
| ------- | ------ | ------ |
| América | 2-1    | Ceará  |

## Classificação
| Classificação - Final | Classificação - Final | Classificação - Final | Classificação - Final | Classificação - Final | Classificação - Final | Classificação - Final | Classificação - Final | Classificação - Final | Classificação - Final |
| Time                  | Time                  | PG                    | J                     | V                     | E                     | D                     | GP                    | GC                    | SG                    |
| --------------------- | --------------------- | --------------------- | --------------------- | --------------------- | --------------------- | --------------------- | --------------------- | --------------------- | --------------------- |
| 1                     | Santa Cruz            | 14                    | 10                    | 6                     | 2                     | 2                     | 29                    | 11                    | +18                   |
| 2                     | Remo                  | 13                    | 10                    | 5                     | 3                     | 2                     | 16                    | 16                    | 0                     |
| 3                     | América-CE            | 12                    | 10                    | 5                     | 2                     | 3                     | 15                    | 11                    | +4                    |
| 4                     | Sport                 | 9                     | 10                    | 4                     | 1                     | 5                     | 19                    | 19                    | 0                     |
| 5                     | Paysandu              | 7                     | 10                    | 2                     | 3                     | 5                     | 10                    | 19                    | -9                    |
| 6                     | Ceará                 | 5                     | 10                    | 1                     | 3                     | 6                     | 3                     | 16                    | -13                   |

## Campeão
| Campeão do Torneio Hexagonal Norte–Nordeste de 1967 |
| --------------------------------------------------- |
| Santa Cruz                                          |